# 주머니여우속
주머니여우속 또는 붓꼬리포섬속(Trichosurus)은 쿠스쿠스과에 속하는 유대류 속의 하나이다.

## 하위 종
5종으로 이루어져 있다.
- 북부붓꼬리주머니쥐 (Trichosurus arnhemensis)
- 짧은귀주머니쥐 (Trichosurus caninus)
- 산붓꼬리주머니쥐 (Trichosurus cunninghami)
- 구릿빛붓꼬리주머니쥐 (Trichosurus johnstonii)
- 주머니여우 (Trichosurus vulpecula)

## 사진

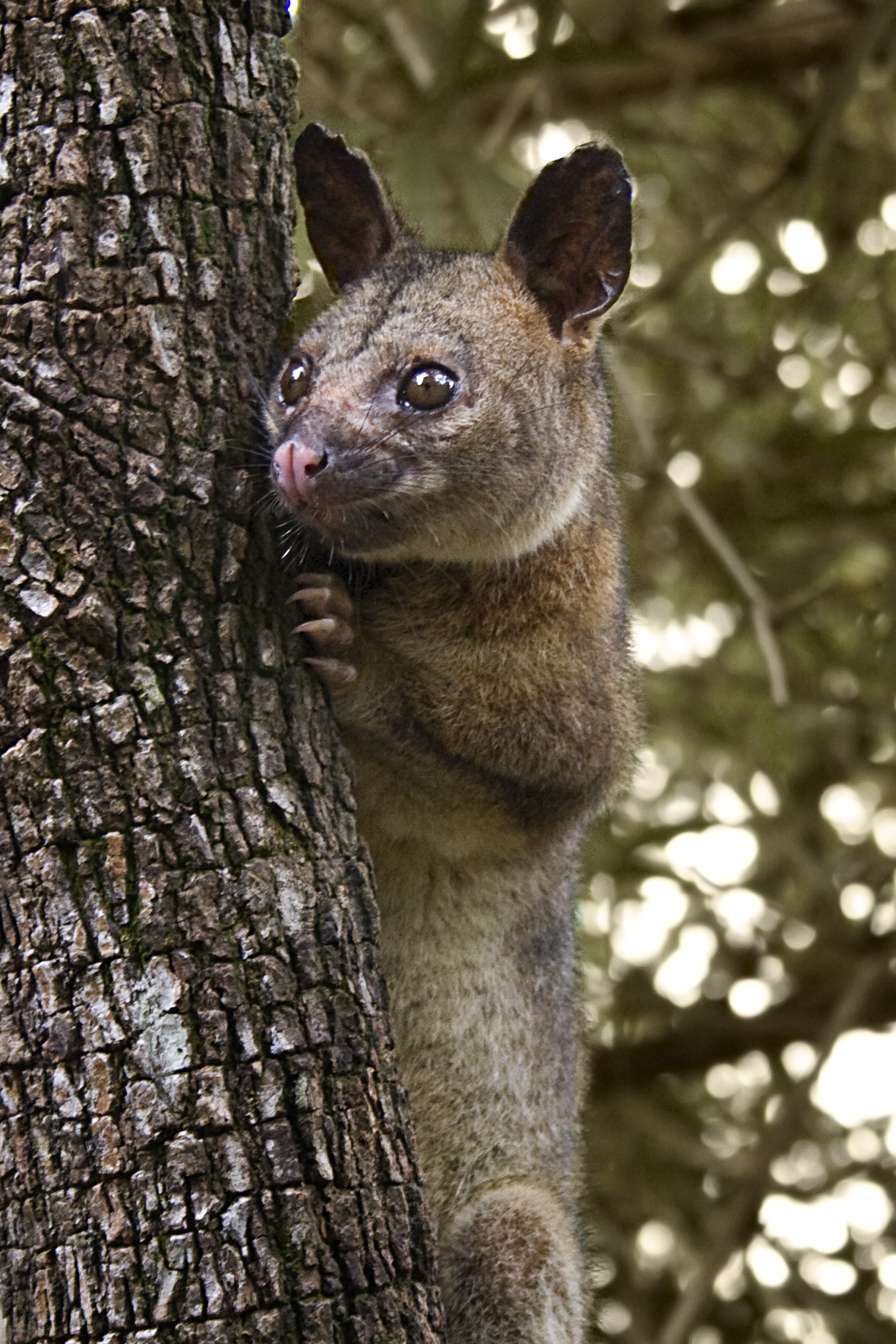
북부붓꼬리주머니쥐 (T. arnhemensis)
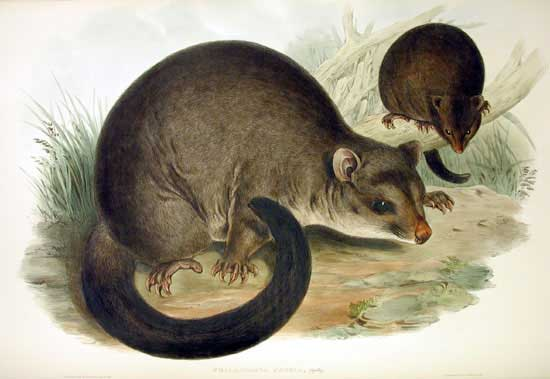
짧은귀주머니쥐 (T. caninus)
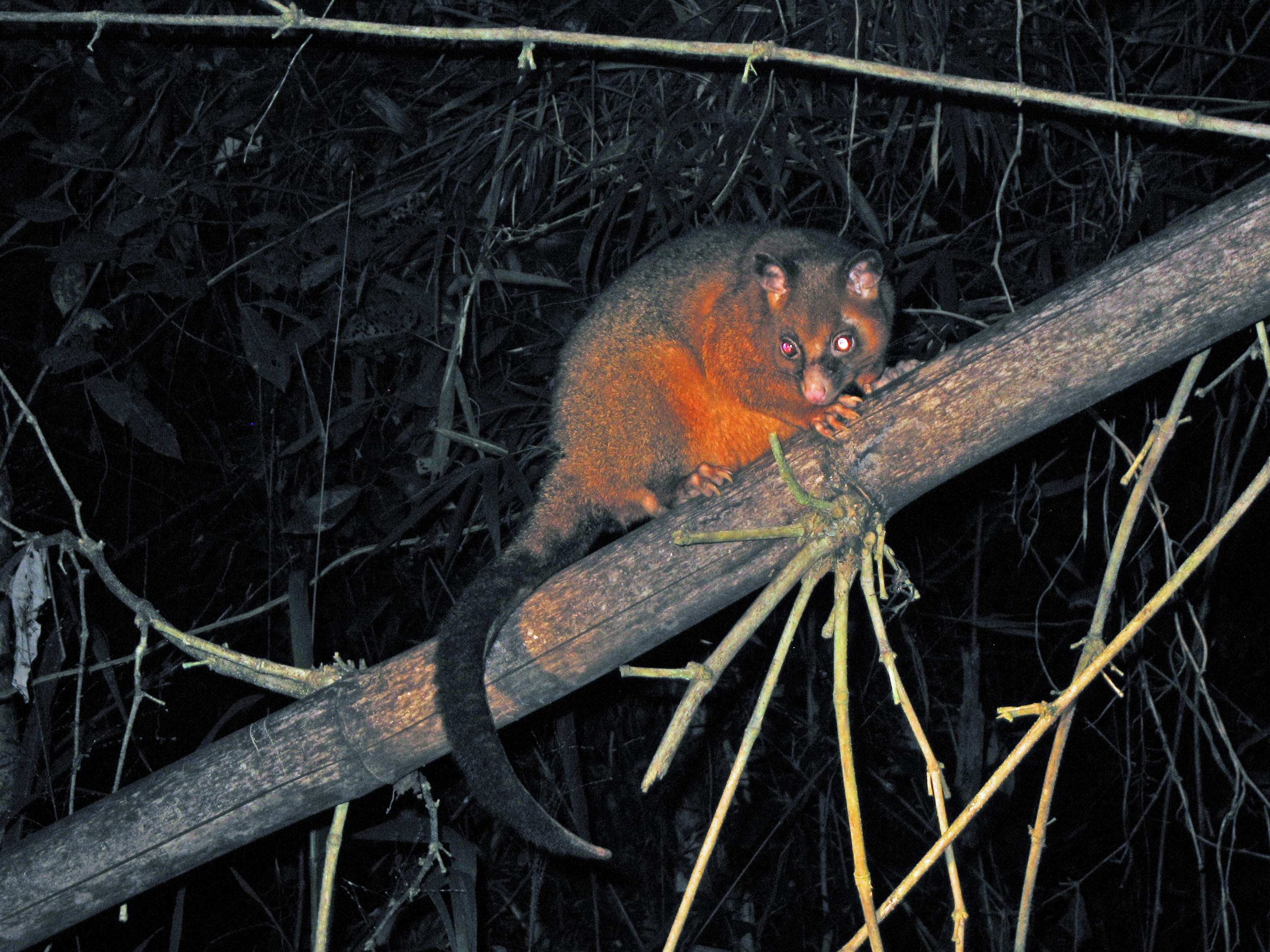
구릿빛붓꼬리주머니쥐 (T. johnstonii)
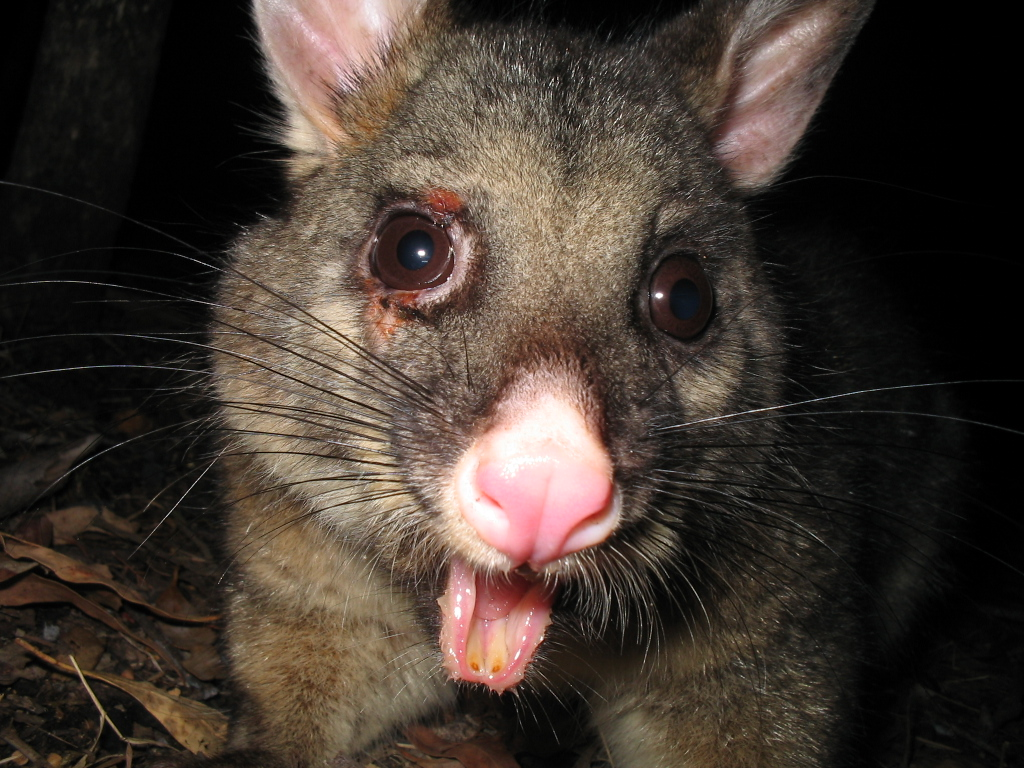
주머니여우 (T. vulpecula)